# Фекан (кантон)
Фекан (фр. Fécamp) — кантон во Франции, находится в регионе Нормандия, департамент Приморская Сена. Входит в состав округа Гавр.

## История
До 2015 года в состав кантона входили коммуны Ватто-сюр-Мер, Ганзвиль, Жервиль, Ипор, Крикбёф-ан-Ко, Ле-Лож, Маникервиль, Сен-Леонар, Сенвиль-сюр-Фекам, Турвиль-лез-Иф, Фекан, Фробервиль, Эпревиль.
В результате реформы 2015 года состав кантона был изменен. В его состав включен упраздненный кантон Вальмон.

## Состав кантона с 22 марта 2015 года
В состав кантона входят коммуны (население по данным Национального института статистики за 2018 г.):
- Анкретвиль-сюр-Мер (161 чел.)
- Анжервиль-ла-Мартель (1 071 чел.)
- Вальмон (852 чел.)
- Ватто-сюр-Мер (319 чел.)
- Виннмервиль (217 чел.)
- Ганзвиль (475 чел.)
- Жервиль (430 чел.)
- Жерпонвиль (395 чел.)
- Ипор (762 чел.)
- Ипрвиль-Бивиль (579 чел.)
- Кольвиль (761 чел.)
- Контремулен (159 чел.)
- Крикбёф-ан-Ко (404 чел.)
- Крикто-ле-Мокондюи (175 чел.)
- Ле-Лож (1 132 чел.)
- Лимпивиль (376 чел.)
- Маникервиль (417 чел.)
- Ривиль (292 чел.)
- Састо-ле-Мокондюи (1 067 чел.)
- Сен-Леонар (1 717 чел.)
- Сен-Пьер-ан-Пор (829 чел.)
- Сенвиль-сюр-Фекам (884 чел.)
- Сент-Элен-Бондвиль (716 чел.)
- Соркенвиль (184 чел.)
- Терульдвиль (664 чел.)
- Тёвиль-окс-Майо (548 чел.)
- Турвиль-лез-Иф (655 чел.)
- Тусен (709 чел.)
- Тьержвиль (406 чел.)
- Тьетрвиль (371 чел.)
- Фекан (18 251 чел.)
- Фробервиль (1 219 чел.)
- Экретвиль-сюр-Мер (161 чел.)
- Элето (648 чел.)
- Эпревиль (1 021 чел.)

## Политика
На президентских выборах 2022 г. жители кантона отдали в 1-м туре Марин Ле Пен 33,5 % голосов против 26,7 % у Эмманюэля Макрона и 17,5 % у Жана-Люка Меланшона; во 2-м туре в кантоне победила Ле Пен, получившая 51,8 % голосов. (2017 год. 1 тур: Марин Ле Пен – 28,8 %, Жан-Люк Меланшон – 20,3 %, Эмманюэль Макрон – 18,9 %, Франсуа Фийон – 17,1 %; 2 тур: Макрон – 54,2 %. 2012 год. 1 тур: Франсуа Олланд — 29,2 %, Николя Саркози — 25,9 %, Марин Ле Пен — 20,4 %; 2 тур: Олланд — 54,1 %. 2007 год. 1 тур: Саркози — 28,6 %, Сеголен Руаяль — 26,4 %; 2 тур: Руаяль — 50,4 %).
С 2015 года кантон в Совете департамента Приморская Сена представляют экс-мэр коммуны Терульдвиль Ален Базиль (Alain Bazille) и вице-мэр города Фекан Доминик Тесье (Dominique Tessier) (оба — Разные правые).
|                | Кандидаты                     | Партия                   | Первый тур | Первый тур     | Второй тур | Второй тур |
| Кол-во голосов | Кандидаты                     | Партия                   | % голосов  | Кол-во голосов | % голосов  |            |
| -------------- | ----------------------------- | ------------------------ | ---------- | -------------- | ---------- | ---------- |
|                | Ален Базиль Доминик Тесье     | Правый блок              | 3 776      | 42,72          | 4 909      | 56,82      |
|                | Эмманюэль Патри Эмиль Тьето   | Левый блок ― Зелёные     | 2 476      | 28,02          | 3 731      | 43,18      |
|                | Матильда Дюваль Пьер Ле Кос   | Национальное объединение | 1 976      | 22,36          |            |            |
|                | Летиция Буаретто Жан-Люк Дрон | Непокорённая Франция     | 610        | 6,90           |            |            |

|                | Кандидаты                         | Партия             | Первый тур | Первый тур     | Второй тур | Второй тур |
| Кол-во голосов | Кандидаты                         | Партия             | % голосов  | Кол-во голосов | % голосов  |            |
| -------------- | --------------------------------- | ------------------ | ---------- | -------------- | ---------- | ---------- |
|                | Ален Базиль Доминик Тесье         | Правый блок        | 5 263      | 37,09          | 7 325      | 56,86      |
|                | Патрик Жан Мариз Тевено           | Левый блок         | 4 137      | 29,16          | 5 557      | 43,14      |
|                | Мишель Паншу Женевьев Сальвисберг | Национальный фронт | 3 661      | 25,80          |            |            |
|                | Яник Дюкрок Жад Ребю              | Левый фронт        | 1 128      | 7,95           |            |            |